# Кинематограф Гонконга

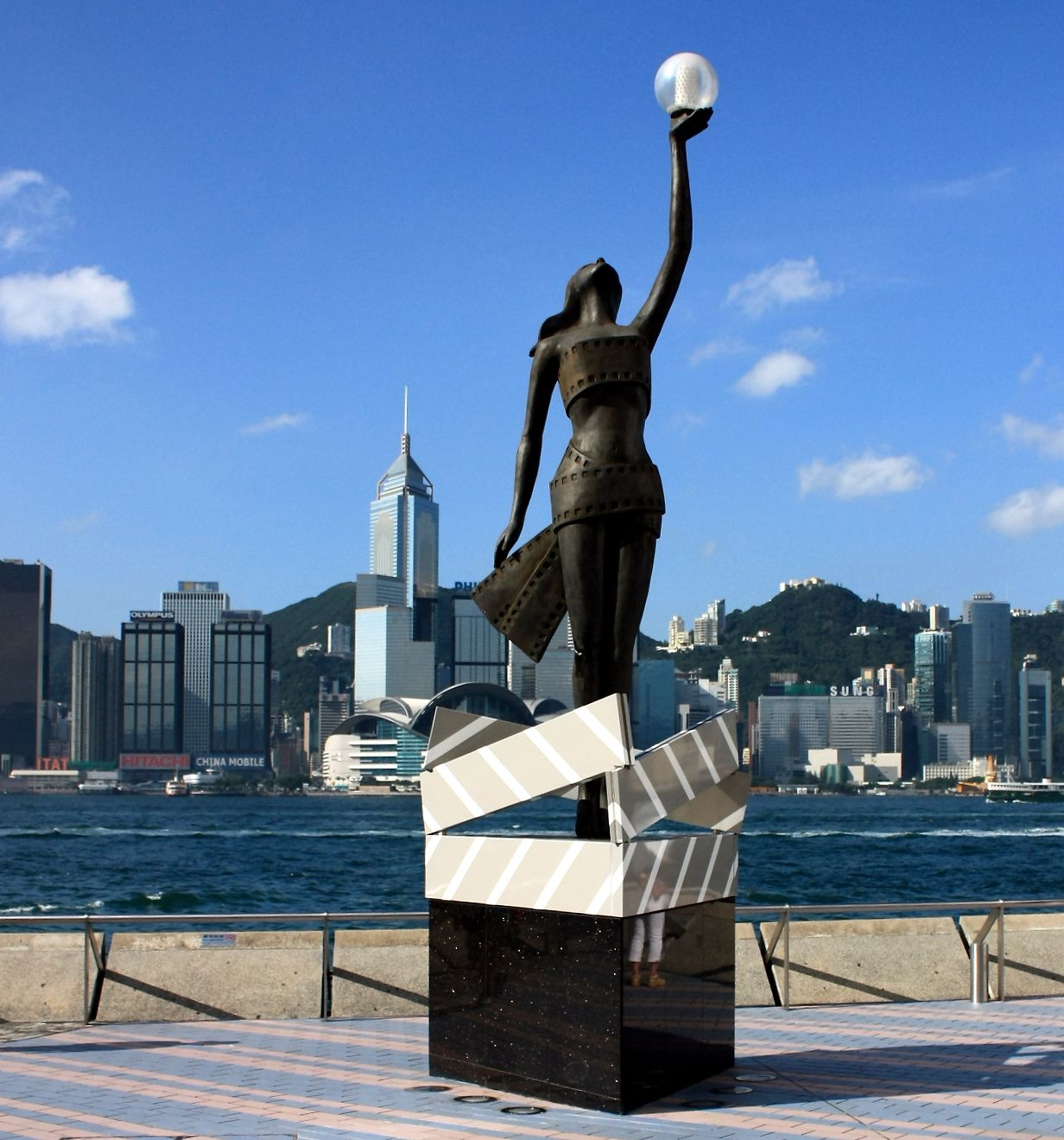
Скульптура на Аллее Звёзд в Цзюлуне (Гонконг), посвящённая кинематографу

Кинематограф Гонконга (кит. 香港電影) — одна из трёх основных исторически сложившихся ветвей китайскоязычного кино, наряду c кинематографией КНР и Тайваня (не считая менее значимые «ветки» кино китайскоязычных диаспор Сингапура, Малайзии, США и др. стран). Как британская колония, Гонконг был в большей степени политически и экономически свободным и интегрированным во внешний мир, чем материковый Китай и Тайвань, что позволило ему стать центром китайскоязычного кино для стран Юго-Восточной Азии и мира в целом. В течение десятилетий Гонконг был третьей по величине киноиндустрией в мире (после индийского кино и Голливуда) и вторым по объёму киноэкспорта. Несмотря на кризис отрасли, разразившийся в середине 1990-х годов, и возвращение Гонконга под суверенитет Китая в июле 1997 года, Гонконг продолжает занимать значительное место в мировом кинематографе.

## Особенности гонконгской киноиндустрии
В отличие от многих других киноиндустрий, в частности, соседей — КНР и Тайваня — кино Гонконга на протяжении большей части своего существования развивалось лишь с небольшой, а то и вовсе без финансовой поддержки от правительства. Это обусловило то, что гонконгское кино является в своём большинстве коммерческим, производясь частными кинокомпаниями, концентрируясь на привлекательных для аудитории жанрах (комедия, мюзикл, боевик) и активно используя испытанные (особенно классические) сюжеты и формулы и снимая сиквелы и ремейки успешных фильмов. Кино Гонконга позаимствовало многое из голливудского, однако использовало это в сплаве с элементами китайского театра и других форм китайского искусства, с большим упором на стилизацию и (ранее 1980-х годов) меньшим на западную «реалистическую» традицию.
В 2010 году суммарные сборы кинопроката в Гонконге составили около 1,34 миллиарда гонконгских долларов, в 2011 — около 1,38 миллиардов, собранных большей частью «премьерным» прокатом 276 кинокартин — 220 иностранных и 56 снятых за этот год в самом Гонконге.

### Бюджет кинопроизводства
Кинопроизводство в Гонконге, как правило, опирается на гораздо меньший бюджет по сравнению с американским кино. В 1960—1970-х годах себестоимость на ведущей студии Гонконга братьев Шао костюмно-исторического фильма на севернокитайском, заранее нацеленного также на экспортный прокат, составляла в среднем 300 тысяч долларов, тогда как менее «глянцевые» фильмы на кантонском диалекте «стоили» в несколько раз меньше. К концу 1990-х годов, с общим повышением цен и усилением ориентации на Голливуд, производство крупной кинокартины со известными актёрами, нацеленной на статус хитов сезона, стоило в среднем эквивалент 5 миллионов долларов США, тогда как «низкобюджетное» кино затрачивало значительно менее 1 миллиона. На этом фоне существуют одиночные «блокбастерные» проекты крупнейших «звёзд» Гонконга, зачастую являющихся и их продюсерами (например, Джеки Чана и Стивена Чоу) и проекты международного производства, исходно нацеленные на международный же рынок, цена производства которых может доходить до 20 миллионов USD или даже превышать эту цифру, однако они составляют редкое исключение из правила. При этом однако следует учитывать меньший традиционный уровень оплаты актёров и расходов на страховки и местную покупательную способность гонконгского доллара, что позволяет снимать киноработы, не уступающие западным по техническому совершенству и изобразительному качеству.

### Система «звёзд»
Подобно раннему голливудскому кино, в гонконгском кинематографе, вплоть до недавнего времени, активно использовалась система «звезд», находимых или «взращиваемых» студиями (например, открывая классы актёрского мастерства наподобие Southern Actors' Training Course открытого в 1963 компанией Shaw Brothers в начале 1960-х годов, начав карьеру таких актрис, как Ли Цзин, Фан Ин и некоторых других) и работавших на них в рамках эксклюзивных контрактов по достаточно плотному графику, так что фильмография актёра или актрисы за один год могла достигать двухзначной цифры (как у ребёнка-актрисы Фун Поупоу, снимавшейся в начале 1960-х годов, когда ей было 6-7 лет, в 30 и более фильмах за год).

### Соотношение съёмок и озвучивания фильмов
В течение десятилетий, в кинематографе Гонконга активно использовалась схема съёмок Motor Only Shot, когда фильм исходно снимался «немым», а диалоги и другое звуковое оформление добавлялись позже в отдельном процессе пост-озвучивания.
В условиях напряжённости коммерческого кинопроизводства и небольшого бюджета (впрочем, на такой методике основывалась работа и таких гигантов, как Shaw Brothers), такой подход позволял снимать картины быстрее и эффективнее, чем «синхронная» схема, иногда даже без законченного сценария, с созданием финального диалога уже по ходу озвучивания.
Подход был особенно актуален при использовании актёров с различными сосуществующими в Гонконге родными диалектами, однако применялся и наличии у всех актёров нужного диалекта, особенно в музыкальном кино, где, по крайней мере, вокальные партии очень часто озвучивалась за экранных «звёзд» другими актёрами. Один из типичных примеров: в очень популярном в конце 1950-х и 1960-х основанном на «мандаринскоязычной» китайской опере жанре хуанмэй из ряда известных в нём актрис первого плана — Линь Дай, Ли Лихуа (также известной певицы), Лин По, Ли Цзин, Чжэн Пэйпэй, Жэнь Цзе, Бетти Лэ Ди — за саму себя пела только Айви Лин По (Лин Бо), большинство же остальных регулярно «вокализовались» либо ей же (в фильмах, где она не снималась сама), либо Цзин Тин; многие мужские партии за кадром исполнял Цзян Хун.
При пост-озвучивании, озвучивание фильма «родным языком» (с 1950-х до середины 1980-х в большей степени севернокитайском, до и после — преимущественно кантонским) шло параллельно с озвучиванием и субтитрованием фильмов и для внешних рынков, как западных (на английский, французский и т. д.), так и характерных для фильмов Шао дополнительных рынков Юго-Восточной Азии, включающих помимо собственно «китайского» региона, Сингапур, Малайзию и Индонезию с соответствующими языками.
Только со второй половины 1990-х годов эта традиция стала сменяться преимущественно синхронным озвучиванием, к настоящему времени ставшим нормой.

## История Гонконгского кино

### С 1909 до Второй мировой войны
В первой половине двадцатого века кино Гонконга играло второстепенную роль по сравнению с континентальным Китаем, в частности, кино производства Шанхая, столицы китайского кино того периода. Из более чем 500 кинокартин, произведённых в Гонконге до Второй мировой войны, сохранились копии лишь четырёх. Ввиду этого, документальные данные о кино того периода чрезвычайно бедны и полны пробелов.

#### Актёры китайской оперы как пионеры гонконгского кино

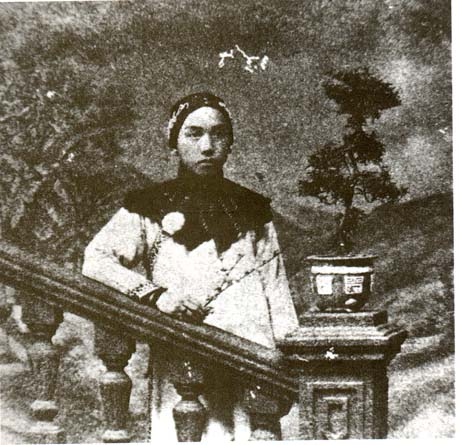
в главной женской роли в первом гонконгском фильме (1913)

Как и в других частях китайского региона, первые фильмы тесно связаны с китайской оперой — основной формой исполнительского искусства в Китае на протяжении нескольких веков. Два фильма, обычно считающиеся первыми фильмами, снятыми на территории Гонконга — малометражные комедии «Похищение жареной утки» и Right a Wrong with Earthenware Dish — были адаптацией комедийных опер театральным актёром и режиссёром Лян Шаопо при содействии американского продюсера русского происхождения Бенджамина Бродски (иногда записывается как Polaski из-за проблем с обратной транскрипцией) и оператора Брэда Чомски. Роли исполнялись самим Лян Шаопо, Хуан Чжунвэнем и Ли Бэйхаем, съёмки задействовали гонконгских музыкантов и ассистентов, однако признание их как «первых гонконгских фильмов» зачастую оспаривается из-за внегонконгской компании производства.
Лавры первого гонконгского художественного фильма обычно отдаются «Чжуанцзы испытывает жену» 1913 года, также адаптированного из оперы и снятого при содействии Бродски. Режиссёром фильма и исполнителем главной женской роли был коллега Лян Шаопо Ли Миньвэй, известный в будущем как «Отец гонконгского кино», его брат играл роль мужа (Чжуанцзы), а жена — второплановую роль служанки, что делает её первой актрисой китайского кино, прервавшей давнюю традицию несмешения полов на сцене. «Чжуанцзы» был первым и единственным фильмом основанной Ли и Бродски студии Chinese American Film — первой киностудии в Гонконге — и ни разу реально не показывался не его территории.
В 1914 развитие киноиндустрии в Гонконге было сильно заторможено началом Первой мировой войны, так как Германия на тот момент была основным поставщиком фильмов в колонию. Только в 1923 братья Ли вместе с Лян Шаопо основывают Minxin Film Company (она же China Sun Company) — первую гонконгскую продюсерскую компанию с полностью китайской администрацией, управлением и персоналом, однако уже в 1924 вынуждены перевести свою деятельность в континентальный Китай из-за запрета правительства Британского Гонконга на организацию в колонии киносъёмочных производств.

#### Вступление в эру звукового кино
Осваивая начале 1930-х годов вместе со всем миром новые технологии звукового кино, кинематограф сталкивается с общей для китайского региона проблемой обилия диалектов устной речи при общем или весьма сходном для всех письменном языке. Являясь одним из основных ареалов кантонского диалекта, Гонконг на начальном этапе развития своей киноиндустрии становится и основным центром кантонскоязычного кино, на что влияют и события, происходящие в Континентальном Китае: меры правительства Гоминьдана по насильственному введению севернокитайского как единого и единственного общего языка и фактическому изгнанию кантонскоязычного исполнительского искусства. Примерно в те же годы Гоминьдан запрещает и популярный жанр уся как пропагандирующий легковесное развлечение, уход в фантазии, насилие и анархию. Так как они остались популярными несмотря на запрет, Британский Гонконг становится удобной нишей для свободного дальнейшего развития и того, и другого.
Фильмы на основе кантонской оперы оказываются в этих условиях ещё более успешными, чем уся, и формируются основной жанр гонконгского кино 1930-х годов. На этом фоне развивается ряд крупных студий, включая Grandview, Universal, Nanyue и Tianyi; последняя из них — «первый росток» на гонконгской почве начатого в 1924 году в Сингапуре кинобизнеса семейного клана братьев Шао, впоследствии выросшая в самую влиятельную компанию гонконгской киноиндустрии.

#### Влияние Второй японо-китайской войны
Ещё одним важным фактором, оказавшим как положительное, так и отрицательное влияние на кинематограф Гонконга в 1930—1940-х годах, стала Японо-китайская война 1937—1945 годов, вызвавшая волну фильмов патриотической/национально-освободительной направленности; значимые примеры фильмов этого периода включают, в частности, «Линию жизни» (生命鏡, 1935) реж. Куань Маньчхина, «Рукопашную» (1937) Чиу Сусаня и «Партизанский марш» (1938) Ситоу Вайманя. Жанр и киноиндустрия в целом получили также подпитку от иммиграции в Гонконг ряда актёров и киностудий, когда Шанхай (первый известный центр китайской киноиндустрии) был захвачен японским войсками в 1937.
Развитие было прервано, когда сам Гонконг был захвачен японцами в декабре 1941 года. Однако, в отличие от континентального Китая, в Гонконге японские оккупанты не сумели организовать коллаборационистское фильмопроизводство и смогли выпустить лишь одну пропагандистскую ленту The Attack on Hong Kong (она же The Day of England’s Collapse, 1942) до восстановления британского правления в 1945. Более чувствительным ударом по гонконгской киноиндустрии и особенно её историографии была переработка киноплёнки многих довоенных фильмов с целью получения нитрата серебра для военно-медицинских нужд.

### 1940—1960-е годы
Послевоенное развитие кинематографа Гонконга, как и других сторон его индустрии, катализировалось продолжающимся перетоком капитала, организационных мощностей и персонала (управленцев, режиссёров и актёров) из континентального Китая, особенно усилившимся на фоне второго этапа гражданской войны в Китае и взятия власти силами КПК и значительно сдвинувшим «центр масс» китайскоязычного кино. Значение гонконгского кино также повышалось развитием дистрибуции производимых фильмов вне самой колонии — в страны Юго-Восточной Азии и китайские диаспоры в странах запада.

#### Развитие кино на разных диалектах
В отличие от раннего этапа (сначала «немого», с общепонятными для всех диалектов титрами на письменном китайском, а впоследствии преимущественно на родном для Гонконга кантонском диалекте), послевоенное развитие гонконгского кино шло параллельно на двух основных диалектах, фактически представляя собой две независимых киноиндустрии — на кантонском и севернокитайском, родном языке большинства переселенцев из континентального Китая (не считая также существовавшего кино на других диалектах, например южноминьском/хоккьень). Фильмы на севернокитайском («мандаринском диалекте»), как правило, отличались более высоким бюджетом и «богатым» производством, что объяснялось и опытом и привнесённым капиталом кинематографистов-«шанхайцев», и направленностью их, в том числе, на внешний рынок. В течение десятилетий, фильмы на кантонском, будучи в отдельные годы более многочисленными, оставались «вторым эшелоном».
В 1963 британское правительство колонии ввело требование обязательного снабжения фильмов субтитрами на английском языке (вероятно, из соображений цензуры и контроля). Вынужденные выполнять распоряжение, кинопроизводители параллельно добавляли и китайские субтитры, что повысило их доступность для других диалектов и увеличило внутренний рынок для обоих направлений гонконгского кинематографа. Неожиданным последствием «внутреннего» субтитрования на английский стала популяризация фильмов Гонконга на Западе.

#### Фильмы на кантонском диалекте 1940—1960-х годов

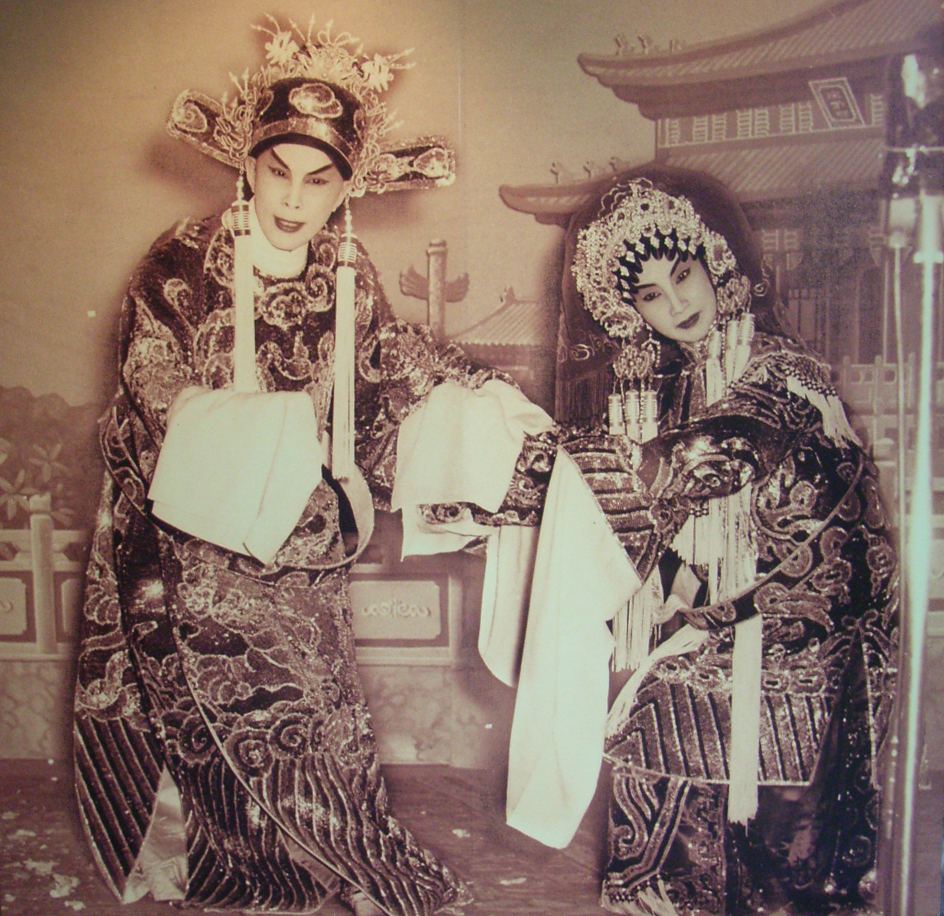
Ям Кимфай и Пак Сютсинь

В период 1940—1960-х годов в кантонскоязычном гонконгском кино, по прежнему, преобладает кантонская опера. Наиболее знаменитые звёзды этого жанра — дуэт актрис Ям Кимфай и Пак Сютсинь (часто называвшийся коротко «Ям-Пак»), из которых первая специализировалась на исполнении мужских ролей («ман-мо-сан» в терминологии кантонской оперы). Ям и Пак снялись вместе в более чем полусотне фильмов, из которых наибольшей и наиболее длительной популярностью пользуется The Purple Hairpin (1959).
Популярен также развивающийся жанр менее бюджетных фильмов боевых искусств, среди которых особо известна рекордная серия фильмов о народном герое Хуан Фэйхуне с Куань Такхином (также исходно звездой кантонской оперы) в главной роли, включавшая около 80 кинолент, начиная с «Подлинной истории Хуан Фэйхуна» (1949) и до «Дредноута» (1981). Чуть менее популярны фэнтезийные серии фильмов жанра уся, зачастую со спецэффектами, врисованными прямо в кадры плёнки от руки, в частности, The Six-Fingered Lord of the Lute (1965) с юной актрисой Конни Чань в главной юношеской роли (а позднее и фильмы с другими представительницами «Семи Кантонских Принцесс», вплоть до младшей Фун Поупоу, также в юношеских ролях), как и семейные мелодрамы на современную тематику.

#### Фильмы на севернокитайском и соперничествоShaw BrothersиCathay
Наиболее крупными производителями кино на севернокитайском в 1950—1960-х годах были конкурирующие друг с другом две кинокомпании, Shaw Brothers Studio и Motion Picture and General Investments Limited (MP&GI, позднее более известна под именем основного бизнеса в Сингапуре как Cathay Organization). Shaws побеждают в конкуренции в 1964 году, когда погибает в авиакатастрофе основатель и глава MP&GI Лок Ваньтхоу вместе с большинством администрации. Cathay в течение некоторого времени остаётся на плаву под руководством его зятя Чю Квоклёна, но окончательно сворачивает собственное кинопроизводство в Гонконге в начале 1970-х годов.
Как и фильмы на кантонском, «мандаринское» кино 1950-х и большей части 1960-х годов характеризуется преобладанием так называемого «женского кино»; популярны романтические мелодрамы, в частности, Red Bloom in the Snow (1956), «Бесконечная любовь» (1961), «Лазурь и тьма» (1964, выпущен в прокат в 1966). Также пользуются популярностью мюзиклы голливудского типа, характерные для MP&GI/Cathay, например, Mambo Girl (1957) и The Wild, Wild Rose (1960). Явлением в гонконгском кино 1960-х становится «уравновешивающий» кантонскую оперу также основанный на разновидности китайской оперы музыкально-драматический жанр Huángméidiào (黃梅調) или «опера хуанмэй»; побивший рекорды проката по всей Юго-Восточной Азии фильм Shaw Brothers The Love Eterne (1963) до сих пор остаются классикой жанра и входит в классику мирового кинематографа. Жанр хуанмэй часто пересекается с костюмно-историческим кино, например, в The Kingdom and the Beauty (1959); фильмы обоих последних примеров сняты одним из наиболее известных режиссёров студии Ли Ханьсяном.
С середины 1960-х Shaw Brothers, как законодатели мод, постепенно меняют общую тенденцию гонконгского кино того времени с более музыкального/лиричного «женского» на более жёсткое «мужское», переоткрывая жанр уся с более реалистичным и жестким действием, но при этом и с большей акробатичностью персонажей и красочностью общего исполнения. Это происходит на фоне частичной потери аудитории в пользу телевидения под влиянием волны популярности импортируемых из Японии фильмов дзидайгэки. Наиболее знаковыми фильмами этого периода являются трилогия о Храме Красного Лотоса Сюй Цзэнхуна (1965—1967; первый фильм трилогии также был первым цветным уся-фильмом); «Выпей со мной» (1966) и снятая на Тайване «Харчевня Дракона» (1967) Кинга Ху; «Молодой Тигр» (1966), «Однорукий меченосец» (1967) и «Золотая ласточка» (1968) Чжан Чэ. К этому же направлению относится и основанная на цикле легенд династии Сун батальная драма «14 амазонок» 1972 года.

### 1970-е годы: Диверсификация гонконгского кино

#### Угасание и возрождение кино на кантонском диалекте
В начале 1970-х годов рынок гонконгского кино был фактически монополизирован кинокомпаниями, снимающими кино на севернокитайском («мандаринском»), среди которых лидирующее положение занимали Shaw Brothers, оставшиеся единственной мега-студией после сворачивания деятельности Cathay. Кино на родном для большинства гонконгцев кантонском диалекте практически исчезает как на фоне мандаринского кино и кантонскоязычного телевидения, которое стало широко доступным в 1967, так и в абсолютном выражении: так, в 1972 не было создано ни одного фильма на кантонском.
Кантонскоязычное кино начинает возрождаться с 1973 года, взяв курс на более близкие среднему зрителю тематики и изображение жизни современного Гонконга и его жителей. Как это ни может показаться парадоксальным, первый шаг в этом был сделан «конкурентами», в виде фильма «Дом 72 арендаторов», основанного на популярной пьесе и спродюсированного Shaw Brothers для «раскрутки» телеактёров сооснованной ими в конце 1960-х телекомпании TVB. Этот фильм был единственной кантонскоязычной кинолентой, снятой в 1973 году, однако стал несомненным хитом, а впоследствии вошёл в список 100 лучших китайских кинолент, составленный в 2005 году оргкомитетом Hong Kong Film Awards.
Активное возрождение гонконгского кино на кантонском начинается с комедий бывших звёзд TVB братьев Хёй — актёра, режиссёра и сценариста Майкла, актёра и певца Сэма и актёра Рики Хёя. Причина перехода была декларирована ими в трейлере их фильма «Игры игроков» (1974): «Фильмы, снятые молодыми энтузиастами с вами в своих мыслях». Обращение фильма к местному зрителю дало плоды — «быстрые» сборы «Игр…» в Гонконге составили более 6,25 миллиона гонконгских долларов, побив все предыдущие рекорды местного проката. Фильмы братьев Хёй также произвели своего рода революцию, впервые позволяя себе сатиру на современную им реальность растущего среднего класса, чьи мечты о материальном успехе постепенно превращали старую британскую колонию в современный индустриальный район. С этого времени производство кантонского кино и, в частности, кантонской комедии резко идёт вверх, постепенно оставляя в аутсайдерах теперь уже кинопроизводство на севернокитайском, которое продержалось на сравнимых темпах до ранних 1980-х, однако в настоящее время встречается в собственно гонконгских постановках достаточно редко.

#### Появление и успехGolden Harvestи других независимых студий
В 1970 году двое сотрудников руководства кинокомпании Shaw Brothers — Рэймонд Чоу и Леонард Хо, — покидают её и организуют собственную независимую студию Golden Harvest. Применяя более гибкий подход, чем гигант Shaws, Чоу и Хо заключали контракты с молодыми восходящими режиссёрами и актёрами, обладавшими новыми идеями и давали им большую творческую свободу. В числе таких были уже упомянутые выше братья Хёй, а также родившийся в США и перебравшийся в Гонконг Брюс Ли, уже получивший к тому времени известность как новатор боевых искусств и некоторую популярность в кино, но не имевший до тех пор главных ролей.
Снятый на Golden Harvest «Большой босс» 1971 года, где Брюсу впервые была доверена главная роль, а также частично постановка боя, собирает только в самом Гонконге за первые 19 дней проката почти 3,2 миллиона HK$, получив также рекордные сборы в Риме, Бейруте и Буэнос-Айресе. Успех фильма сделал Брюса Ли кинозвездой мирового масштаба, прославил студию, а также популяризовал в мире как киножанр, так и стиль Брюса и кун-фу в целом.
К концу 1970-х Golden Harvest становится одной из наиболее влиятельных студий Гонконга. За первым большим успехом фильма с Брюсом Ли в главной роли в последующие годы идут другие — «Кулак ярости», «Путь дракона» (1972), «Выход дракона» (1973; в сотрудничестве с Warner Brothers с использованием также американских актёров) — каждый из которых устанавливает новые рекорды сборов в Гонконге и во многих частях мира, особенно в Азии, где он для многих символизировал мятежный азиатский дух. Фактически сотрудничество Golden Harvest и Брюса Ли играет ключевую роль в открытии иностранных рынков для гонконгской кинопродукции. Смерть Брюса при таинственных обстоятельствах в середине 1973 года окончательно превращает его в культовую фигуру. Своего рода его побочным наследием становится создание ряда «кунг-фу фильмов» как с его подражателями, так и с актёрами, которые, при исходном их позиционировании в таком же качестве, выбирают собственный кинопуть — одним из последних в конце десятилетия становится молодой Джеки Чан, который со своим «комедийно-боевым» стилем становится одним из чемпионов по сборам в Восточной Азии на следующие двадцать лет.
На волне подъёма популярности кантонскоязычного кино и кунг-фу фильмов и успеха Golden Harvest создаются условия для выдвижения и других независимых продюсеров и молодых киностудий. Эра старых киногигантов уходит в прошлое; тем не менее, Shaw Brothers снимает кинофильмы ещё вплоть до 1985, прежде чем окончательно переключиться на телевидение.

#### Другие новые тенденции
Стремительное расширение границ дозволенного в мировом кино повлияло и на Гонконг, где зарождается жанр эротического кино со специфическим колоритом, известный также как фэнъюэ (предположительно от 風月, fēngyuè — прим. «ветреная луна»), быстро становящийся одним из популярных продуктов местной киноиндустрии. В отличие от многих западных стран, в Гонконге эротика развивалась не отдельно от других как относительно «стыдный жанр», была в достаточной мере частью мейнстрима, а часто и пересекающейся с жанрами боевых искусств с различной степенью насилия, костюмно-исторической драмы или комедии. Известно немало гонконгских эротических фильмов, снятых такими кинематографистами, как Хо Фань (один из основателей жанра; также мейнстримный актёр и режиссёр, в настоящее время — известный фотохудожник), Чо Юэнь, прославившийся экранизациями классических китайских сюжетов Ли Ханьсян.
В эти же годы снимается ряд лент остросоциального кино, посвящённого таким темам, как проституция (The Call Girls, Lina), атомная бомба («Хиросиме 28»), хрупкость современной цивилизации (Yesterday, Today and Tomorrow). Тенденция ещё больше усиливается в творчестве Тан Шусюань — первого заметного гонконгского режиссёра-женщины, ставшей местным первопроходцем социально-критического арт-хаусного кино (в частности, в The Arch (1970) и запрещённом колониальными властями на 30 лет China Behind (1974) о переселенцах из Китая времен «культурной революции» в Гонконг) и считающейся одним из предшественников «Гонконгской Новой Волны».

### 1980-е и начало 1990-х: Бум гонконгской киноиндустрии
1980-е и начало 1990-х годов становятся временем расцвета гонконгского кино в его современном виде — преимущественно кантонскоязычного, использующего современные мировые технологии и спецэффекты, с развёрнувшимся в предыдущее десятилетие многообразием жанров, включающим боевые искусства, китайские музыкальные жанры, комедию, эротику, мистику и криминальную драму — всё это как по отдельности, так и в эклетическом пересечении, вплоть до использования всех перечисленных жанров в одном фильме.
Гонконгская киноиндустрия становится одной из немногих, способной конкурировать за глобальную популярность с расширяющим своё влияние Голливудом. Фактически, она уже занимает доминирующее положение в своём регионе мира, Восточной и Юго-Восточной Азии; фильмы гонконгских кинематографистов, снабжённые титрами на соответствующих языках, занимают основное место в прокате Таиланда, Сингапура, Малайзии, Индонезии, Южной Кореи. Тайвань становится для гонконгского кино рынком, не уступающим по важности отечественному; большинство призов за «лучший фильм» тайбэйского международного кинофестиваля Golden Horse уезжает в Гонконг, а когда-то активно развивающееся собственное кинопроизводство Тайваня в начале 1990-х оказывается близко к вымиранию на фоне доминирующего юго-западного соседа. Гонконгские фильмы становятся достаточно популярными даже в Японии, обладающей собственными высокоразвитым и хорошо обеспеченным кинематографом и тяготеющей из иностранных больше к американской кинопродукции; в частности, значительным спросом пользуется Джеки Чан, на волне этой популярности даже снимающий ряд фильмов с японским сеттингом и записывающий (уже как певец) ряд альбомов песен на японском.
Продолжается также продвижение на запад, начатое ещё, по крайней мере, мюзиклами кинокомпании братьев Шао, подстёгнутое международной модой на кун-фу и другие боевые искусства востока в начале 1970-х и теперь расширяющееся и в другие области китайской культуры.

#### Фильмы «Категории III»
См. также Список гонконгских фильмов «категории III».
В 1988 правительством Гонконга была введена система рейтингов кинопродукции, что оказало неожиданный эффект. Рейтинг «Категория III» (только для взрослых) становится прикрытием для активного роста производства фильмов с откровенным по китайским меркам сексуальным контентом, которые, однако, по более привычным рейтингам США, соответствовали рейтингу не XXX, а NC-17 или R, и неожиданно оказываются очень популярны как в Гонконге, так и за рубежом. К моменту наибольшего расцвета гонконгской киноиндустрии в ранних 1990-х, примерно половина производимых в стране фильмов относилась к софткорной эротике категории III, выросшей из фэнъюэ 1970-х. Наиболее известным примером эротики категории III этого периода можно назвать «костюмно-эротическую» комедию Майкла Мака «Секс и дзен» (1991), снятую по классике китайской эротической литературы XVII века роману «Ковёр для телесных молитв» драматурга Ли Юя (фильм является ремейком более серьёзной экранизации 1986 года Хо Фаня и вызвал, в свою очередь, несколько продолжений и ремейков). Фильм «Обнажённая убийца» (1992) также получает международное признание и становится культовой классикой жанра.
«Категория III» также становится прикрытием для снимаемого «на грани» эксплуатационного кино и фильмов ужасов, часто основанных на реальных случаях (например, «Человек позади солнца» (1988), Dr. Lamb (1992), The Untold Story (1993) and Ebola Syndrome (1996)), а также фильмов о деятельности и ритуалике триад, к которым относится, в частности, «Криминальная история» (1993) с Джеки Чаном.
С середины 1990-х производство фильмов категории III, особенно эротического характера, падало вместе с общим кризисом гонконгского кинорынка и расширением доступности реальной порнографии форматов home video, претерпевая наибольшее падение по сравнению с другими жанрами. Падение меньше относилось к криминальным драмам той же категории; в 2000-х, по крайней мере, три криминальных триллера категории III — «Выборы», «Выборы 2» и «Безумный следователь» — удостаиваются значительных сборов в Гонконге, премий и критического успеха.

#### Альтернативное кино
На фоне массовых жанров продолжает развиваться и альтернатичное арт-хаусное кино, во многом испытавшее влияние «Гонконгской Новой Волны» и с участием некоторых представителей этого течения, например Энн Хёй and Им Хо, в качестве своих видных представителей.
Во 2-й половине 1980-х также возникает течение, называемое иногда «Второй Волной» и включавшее таких деятелей кино, как Стэнли Кван, Клара Лау и её партнёр Эдди Фон, Мэйбл Чун, Лоренс А Мон и Вонг Карвай. Как и для первой «Волны», для них был характерен опыт западной кинематографической школы и работы на телевидении и желание выйти за рамки привычных «коммерческих» тем и стилей. Работы этих режиссёров, в частности, фильмы Вонг Карвая с Лесли Чуном, Тони Люн Чуваем и Мэгги Чун в 1990-х годах завоевали значительное повышение интереса к гонконгскому кино на вне-азиатских международных кинофестивалях и в международных кругах профессиональных кинокритиков.

### С середины 1990-х по настоящее время: после бума

#### Кризис отрасли
В 1990-х годах гонконгская киноиндустрия претерпевает резкое снижение, от которого она по настоящий момент до конца не оправилась. Внутренние продажи билетов начинают падать уже в конце 1980-х годов, однако региональная аудитория до некоторой степени сохраняет бум производства вплоть до первых лет следующего десятилетия. Однако к середине 1990-х годов индустрия входит в свободное падение; доходы падают, по крайней мере, в два раза. К концу десятилетия число фильмов, снимаемых за год снизилось с более двухсот (максимум по десятилетию) до примерно 100 (следует отметить, впрочем, что большая часть этого сокращения была за счёт «категории III» — эротических и софт-порно фильмов). Импортированные американские блокбастеры впервые за десятилетия начинают регулярно занимать верхние строчки региональных сборов. По иронии судьбы, это был тот же период, когда гонконгское кино стало входить в мейнстрим аудитории США и «экспортировать» популярных кинематографистов в Голливуд.
В числе составляющих причин кризиса назывался ряд факторов, среди них:
- Азиатский финансовый кризис, истощивший традиционные источники финансирования кинопроизводства.
- Перепроизводство при падении контроля качества и истощении возможностей привычных сценарных схем[4].
- Спровоцированная бумом дорогостоящая стратегия строительства многочисленных современных мультиплексов, вызвавшая повышение цен на билеты для компенсации затрат[11].
- Повышение запросов мобильного и открытого веяниям мировой моды гонконгского среднего класса, который начинает относиться к отечественному кино как к чему-то дешёвому и посредственному.
- Высокий уровень видеопиратства в Восточной Азии.
- Достаточно агрессивный «обратный напор» уже голливудских киностудий на азиатские кинорынки.

Более полное открытие гонконгскому кино рынка Континентального Китая после его возвращения КНР из-под британского правления принесло меньший выигрыш, чем ожидалось, попутно внеся дополнительные проблемы (в частности, связанные с цензурой).
Одним из худших годов в новейшей истории кино Гонконга был 2003. В дополнение к общему продолжающемуся падению, вспышка «атипичной пневмонии» в китайском регионе на месяцы оставила ряд прокатчиков практически без зрителей и на 4 месяца практически прекратила фильмопроизводство на многих студиях; за год было выпущено только 54 киноленты. Не связанная с этим ранняя смерть двух известных вокалистов и киноактёров — Лесли Чуна (в 46 лет) и Аниты Муи (в 40 лет) — только добавила плохих новостей к и без того негативному фону.
C целью стимулировать спонсирование киноиндустрии местными банками и другими финансовыми структурами, Правительство Гонконга в 2003 году основало так называемый Film Guarantee Fund, однако финансистами, видящими инвестирование в современное гонконгское кинопроизводство как рискованное и малообеспеченное гарантиями в целом, начинание было встречено без особого энтузиазма. Скепсис был дополнительно усилен тем, что его нормативные документы основывались на опыте Канады, имеющем малую применимость к местной индустрии.

#### Текущее положение
Результаты усилия местных кинематографистов в целях перевооружение гонконгской индустрии кино в целом оцениваются неоднозначно. К относительно успешным трендам можно отнести широкое использование технически совершенных визуальных эффектов, в том числе, основанных на компьютерной графике, применение методов массового маркетинга в стиле Голливуда, привлечение в качестве актёров для подросткового кино дружественных исполнителей Cantopop. Относительно большой успех в конце 1990-х — начале 2000-х годов имели высокотехнологичные боевики в американском стиле Downtown Torpedoes (1997), Gen-X Cops и Purple Storm (1999); поджанр Triad kids, запущенный в Young and Dangerous (1996); яппи-ориентированные романтические комедии The Truth About Jane and Sam (1999), Needing You… (2000), Love on a Diet (2001); ужастики, часто созданные по образцу вызвавших международный всплеск жанра японских кинолент, в частности? Horror Hotline: Big-Head Monster (2001) и The Eye (2002).
В 2000-х годах были примеры и направлений и кинематографистов, работы которых вызывают стабильный интерес аудитории. К таким относится студия Milkyway Image, основанная кинематографистами Джонни То и Вай Кафаем в середине 1990-х, чьи фильмы, особенно такие криминальные драмы, как «Миссия» (1999) и «Бег судьбы» (2003) завоевали как положительные отзывы критиков, так и значительный коммерческий успех. Ещё более удачным примером жанра была трилогия полицейских триллеров «Двойная рокировка» (2002—2003), снятая Эндрю Лау и Аланом Маком и легшая в основу для оскароносного американского ремейка «Отступники». В очередной раз бьют рекорды локальных, а кое-где, и иностранных сборов и получают ряд гонконгских и международных премий насыщенные специфическим для режиссёра юмором и спецэффектами фильмы Стивена Чоу «Шаолиньский футбол» (2001) и «Разборки в стиле кунг-фу» (2004). «Триадные» фильмы категории III Джонни То «Выборы» и «Выборы 2» также получают завидную кассу, положительные отзывы и очень высокую оценку в более чем 95 % «Fresh» на Rotten Tomatoes и т. д.
Тем не менее, ряд исследователей считает, что с учётом так до конца и не скомпенсированного упадка индустрии и активного развития экономических и политических связей между Гонконгом, воспринявшей его КНР и Тайванем, век гонконгского кино как специфической ветви мировой киноиндустрии (зародившейся в 1930-е годы и ярко выделившейся после Второй мировой войны), постепенно подходит к концу. Границы между кинопроизводством Гонконга и Континентального Китая становятся всё более смазанными, в том числе, из-за падения идеологизированности и роста направленности на выпуск массового развлекательного кино в самом КНР. Ветви кинематографа китайскоязычного региона сближаются друг с другом с вероятным итогом в их слиянии в «общекитайское» кино.

## Режиссёры гонконгского кино
Приведённые имена отобраны по данным о призах за лучшую режиссуру Hong Kong Film Awards (с 1982), по более ранним годам — также по «гонконгским» призам в той же категории тайбэйского кинофестиваля Golden Horse, с добавлением некоторых других гонконгских режиссёров, известных в советском/российском прокате, а также внёсших системный вклад в развитие кинематографа ранних гонконгских режиссёров, действовавших до введения системы кинопремий. Расстановка — по алфавитному порядку фамилий.
- Вонг Карвай
- Джон Ву
- Дерек И?!
- Им Хо
- Стэнли Кван
- Ли Миньвэй
- Данте Лам[англ.]
- Ринго Лэм
- Брюс Ли
- Энг Ли
- Ли Ханьсян
- Алекс Ло?!
- Лю Цзялян[англ.]
- Лян Шаопо[кит.]
- Алан Мак[англ.]
- Джонни Мак
- Карл Мака
- Патрик Там[англ.]
- Тао Цинь[кит.]
- Джонни То
- Аллен Фон
- Кинг Ху
- Майкл Хёй
- Энн Хёй
- Цуй Харк
- Гордон Чан?!
- Джеки Чан
- Саммо Хун
- Питер Чан
- Фрут Чан[англ.]
- Чжан Цзэнцзэ
- Тэдди Чэнь
- Стивен Чоу
- Алекс Чун
- Джейкоб Чун[англ.]
- Мэйбл Чун[англ.]
- Чэн Ган

### На русском языке
- Дмитрий Комм. Гонконг: город, где живет кино. Секреты успеха кинематографической столицы Азии. — СПб.: БХВ-Петербург, 2015. — 192 с. — (серия «Лаборатория творчества»). — ISBN 9785977509077.

### На английском языке
- Rick Baker, Toby Russell. The Essential Guide to Deadly China Dolls / Lisa Baker. — London: Gorse, 1996. — 258 p. — ISBN 1899252029, 9781899252022. (биографии актрис гонконгских фильмов боевых искусств и боевиков).
- Baker, Rick, and Toby Russell; Lisa Tilston (ed.). The Essential Guide to Hong Kong Movies. London: Eastern Heroes Publications, 1994. ISBN 1-899252-00-2. Contains reviews, but is best for its Hong Kong Film Personalities Directory.
- Baker, Rick, and Toby Russell; Lisa Tilston (ed.). The Essential Guide to the Best of Eastern Heroes. London: Eastern Heroes Publications, 1995. ISBN 1-899252-01-0.
- Charles, John. The Hong Kong Filmography 1977—1997: A Complete Reference to 1,100 Films Produced by British Hong Kong Studios. Jefferson, N.C.: McFarland & Co., 2000. ISBN 0-7864-0842-1. Very comprehensive.
- Cheung, Esther M. K., and Yaowei Zhu (eds.). Between Home and World: A Reader in Hong Kong Cinema. Xianggang du ben xi lie. Oxford: Oxford University Press, 2004. ISBN 0-19-592969-1.
- Chu, Yingchi. Hong Kong Cinema: Coloniser, Motherland and Self. London: RoutledgeCurzon, 2003. ISBN 0-7007-1746-3.
- Eberhard, Wolfram, The Chinese silver screen; Hong Kong & Taiwanese motion pictures in the 1960s, Taipei: Orient Cultural Service, 1972.
- Fitzgerald, Martin. Hong Kong’s Heroic Bloodshed. North Pomfret, VT: Trafalgar Square, 2000. ISBN 1-903047-07-2.
- Fonoroff, Paul. At the Hong Kong Movies: 600 Reviews from 1988 Till the Handover. Hong Kong: Film Biweekly Publishing House, 1998; Odyssey Publications, 1999. ISBN 962-217-641-0, ISBN 962-8114-47-6.
- Fu, Poshek, and David Desser, eds. The Cinema of Hong Kong: History, Arts, Identity. Cambridge, UK: Cambridge University Press, July 2000. ISBN 0-521-77235-4.
- Glaessner, Verina. Kung Fu: Cinema of Vengeance. London: Lorimer; New York: Bounty Books, 1974. ISBN 0-85647-045-7, ISBN 0-517-51831-7.
- Hammond, Stefan. Hollywood East: Hong Kong Movies and the People Who Make Them. Contemporary Books, 2000. ISBN 0-8092-2581-6.
- Hammond, Stefan, and Mike Wilkins. Sex and Zen & A Bullet in the Head: The Essential Guide to Hong Kong’s Mind-bending Films. New York: Fireside Books, 1996. ISBN 0-684-80341-0, ISBN 1-85286-775-2.
- Jarvie, Ian C. Window on Hong Kong: A Sociological Study of the Hong Kong Film Industry and Its Audience, Hong Kong: Centre of Asian Studies, 1977.
- Jarvie, Ian C. «The Social and Cultural Significance of the Decline of the Cantonese Movie», Journal of Asian Affairs (SUNY Buffalo), Vol. III, No. 2, Fall 1979, 40-50.
- Jarvie, Ian C. «Martial Arts Films», in Erik Barnouw, ed., International Encyclopaedia of Communications, 1989, vol. 2, pp. 472–475.
- Kar, Law, and Frank Bren. Hong Kong Cinema: A Cross-Cultural View. Lanham, Md.: Scarecrow Press, 2004. ISBN 0-8108-4986-0.
- Li, H. C. Chinese Cinema: Five Bibliographies. Hong Kong: Studio 8, 2003.
- Lo Che-ying (comp.). A Selective Collection of Hong Kong Movie Posters: 1950s-1990s. Hong Kong in Pictorials Series. Hong Kong: Joint Publishing (H.K.) Co., Ltd., 1992. ISBN 962-04-1013-0. Bilingual: (англ.)  (кит.)
- O’Brien, Daniel. Spooky Encounters: A Gwailo’s Guide to Hong Kong Horror. Manchester: Headpress, 2003. ISBN 1-900486-31-8.
- Pang, Laikwan, and Day Wong (eds.). Masculinities and Hong Kong Cinema. Hong Kong: Hong Kong University Press, 2005. ISBN 962-209-737-5, ISBN 962-209-738-3.
- Stokes, Lisa Odham, Jean Lukitsh, Michael Hoover, and Tyler Stokes. Historical Dictionary of Hong Kong Cinema. Historical dictionaries of literature and the arts, no. 2. Lanham, Md.: Scarecrow Press, 2007. ISBN 0-8108-5520-8.
- Stringer, Julian. «Problems with the Treatment of Hong Kong Cinema as Camp». Asian Cinema 8, 2 (Winter 1996-97): 44-65.
- Stringer, Julian. Blazing Passions: Contemporary Hong Kong Cinema. London: Wallflower, 2008. ISBN 1-905674-30-9, ISBN 1-905674-29-5.
- Tobias, Mel C. Flashbacks: Hong Kong Cinema After Bruce Lee. Hong Kong: Gulliver Books, 1979. ISBN 962-7019-03-8.
- Wong, Ain-ling. The Hong Kong-Guangdong Film Connection. Hong Kong: Hong Kong Film Archive, 2005. ISBN 962-8050-33-8.
- Wong, Ain-ling. The Shaw Screen: A Preliminary Study. Hong Kong: Hong Kong Film Archive, 2003. ISBN 962-8050-21-4.
- Wood, Miles. Cine East: Hong Kong Cinema Through the Looking Glass. Guildford, Surrey: FAB Press, 1998. ISBN 0-9529260-2-4. Interviews with Hong Kong film makers.
- Yau, Esther C. M., ed. At Full Speed: Hong Kong Cinema in a Borderless World. Minneapolis: University of Minnesota Press, 2001. ISBN 0-8166-3234-0, ISBN 0-8166-3235-9.
- Zhong, Baoxian. «Hollywood of the East» in the Making: The Cathay Organization Vs. the Shaw Organization in Post-War Hong Kong. [Hong Kong]: Centre for China Urban and Regional Studies, Hong Kong Baptist University, 2004. ISBN 962-8804-44-8.
- Zhong, Baoxian. Moguls of the Chinese Cinema: The Story of the Shaw Brothers in Shanghai, Hong Kong and Singapore, 1924—2002. Working paper series (David C. Lam Institute for East-West Studies); no. 44. Hong Kong: David C. Lam Institute for East-West Studies, Hong Kong Baptist University, 2005.
- Access Asia Limited. Cinemas, Film Production & Distribution in China & Hong Kong: A Market Analysis. Shanghai: Access Asia Ltd, 2004. ISBN 1-902815-62-9.
- Berry, Chris (ed.). Perspectives on Chinese Cinema. London: British Film Institute, 1991. ISBN 0-85170-271-6, ISBN 0-85170-272-4.
- Berry, Michael. Speaking in Images: Interviews with Contemporary Chinese Filmmakers. New York: Columbia Univ. Press, 2004. ISBN 0-231-13330-8, ISBN 0-231-13331-6.
- Browne, Nick, et al. (eds.). New Chinese Cinemas: Forms, Identities, Politics. Cambridge: Cambridge University Press, 1996. ISBN 0-521-44877-8.
- Eberhard, Wolfram. The Chinese Silver Screen; Hong Kong & Taiwanese Motion Pictures in the 1960s. Asian folklore and social life monographs, v. 23. [Taipei: Orient Cultural Service], 1972.
- Fu, Poshek. Between Shanghai and Hong Kong: The Politics of Chinese Cinemas. Stanford, Calif: Stanford University Press, 2003. ISBN 0-8047-4517-X, ISBN 0-8047-4518-8.
- Hunt, Leon.  Kung Fu Cult Masters: From Bruce Lee to Crouching Tiger. Columbia University Press, 2003. ISBN 1-903364-63-9.
- Julius, Marshall. Action!: The Action Movie A-Z. Bloomington: Indiana University Press; London: Batsford, 1996. ISBN 0-253-33244-3, ISBN 0-253-21091-7, ISBN 0-7134-7851-9.
- Leung, Helen Hok-Sze. Undercurrents: Queer Culture and Postcolonial Hong Kong. Sexuality studies series. Vancouver: UBC Press, 2008. ISBN 0-7748-1469-1.
- Lu, Sheldon Hsiao-peng, ed. Transnational Chinese Cinemas: Identity, Nationhood, Gender. Honolulu, HI: University of Hawaii Press, 1997. ISBN 0-8248-1845-8.
- Marchetti, Gina, and Tan See Kam (eds.). Hong Kong Film, Hollywood and the New Global Cinema: No Film Is an Island. London: Routledge, 2007. ISBN 0-415-38068-5, ISBN 0-203-96736-4.
- Meyers, Ric. Great Martial Arts Movies: From Bruce Lee to Jackie Chan and More. New York, NY: Citadel Press, 2001. ISBN 0-8065-2026-4.
- Meyers, Richard, Amy Harlib, Bill and Karen Palmer. From Bruce Lee to the Ninjas: Martial Arts Movies. Secaucus, N.J.: Citadel Press, 1985 (reprinted 1991). ISBN 0-8065-0950-3, ISBN 0-8065-1009-9.
- Mintz, Marilyn D. The Martial Arts Film. South Brunswick, N.J.: A.S. Barnes, 1978. ISBN 0-498-01775-3.
- Mintz, Marilyn D. The Martial Arts Films. Rutland, VT: C.E. Tuttle, 1983. ISBN 0-8048-1408-2.
- Palmer, Bill, Karen Palmer, and Ric Meyers. The Encyclopedia of Martial Arts Movies. Metuchen, N.J.: Scarecrow Press, 1995. ISBN 0-8108-3027-2.
- Read, Pete. The Film and Television Market in Hong Kong. [Ottawa]: Canadian Heritage, 2005. ISBN 0-662-43767-5.
- Server, Lee. Asian Pop Cinema: Bombay to Tokyo. Chronicle Books, 1999. ISBN 0-8118-2119-6.
- Tasker, Yvonne. Spectacular Bodies: Gender, Genre and the Action Cinema. London: Routledge, November 2003. ISBN 0-415-09223-X, ISBN 0-415-09224-8.
- Thomas, Brian. Videohound’s Dragon: Asian Action & Cult Flicks. Visible Ink Press, 2003. ISBN 1-57859-141-4.
- Tobias, Mel C. Memoirs of an Asian Moviegoer. Quarry Bay, Hong Kong: South China Morning Post Ltd., 1982. «The book is actually an updated, enlarged and revised edition of 'Flashbacks' which was first published in 1979. I have decided to change the book’s title because it now has widened its scope in the world of cinema.»—from the book’s introduction.
- Tombs, Pete. Mondo Macabro: Weird and Wonderful Cinema Around the World. London: Titan Books, 1997; New York, NY: Griffin Books, 1998. ISBN 1-85286-865-1, ISBN 0-312-18748-3.
- Weisser, Thomas. Asian Cult Cinema. New York: Boulevard Books, 1997. ISBN 1-57297-228-9. Updated and expanded version of both volumes of Asian Trash Cinema: The Book; reviews and filmographies.

(более полный список литературы на европейских языках содержится в английской версии статьи)

### На китайском языке
- 《香港電影史 1897—2006》，趙衛防 著，中國廣播電視出版社，ISBN 978-7-5043-5300-9
- 《現代萬歲 光藝的都市風華》，黃愛玲 主編，香港電影資料館，ISBN 962-8085-37-0
- 《八十年代香港電影筆記 上冊》，李焯桃 著，創建出版公司，ISBN 962-420-091-2
- 《八十年代香港電影筆記 下冊》，李焯桃 著，創建出版公司，ISBN 962-420-092-0
- 《觀逆集·香港電影篇》， 李焯桃 著，次文化有限公司，ISBN 962-7420-05-66 (ошибоч.)
- 《觀逆集·中外電影篇》， 李焯桃 著，次文化有限公司，ISBN 962-7420-05-77 (ошибоч.)